# Edan Diop
Edan Diop, né le 28 août 2004 à Tours en France, est un footballeur français qui joue au poste de milieu central au Cercle Bruges KSV, en prêt de l'AS Monaco.

## Biographie

### En club
Né à Tours en France, Edan Diop joue notamment pour le Tours FC et le Chambray FC avant de rejoindre l'AS Monaco en 2019, où il poursuit sa formation. Le 5 août 2022, à 17 ans, il signe son premier contrat professionnel avec Monaco, d'une durée de trois ans, soit jusqu'en juin 2025.
Diop joue son premier match en professionnel le 23 février 2023, lors d'une rencontre de Ligue Europa face au Bayer Leverkusen. Il entre en jeu à la place de Chrislain Matsima et Monaco s'incline après une séance de tirs au but. Il joue son premier de Ligue 1 face au Stade rennais le 26 février 2023. Il entre en jeu à la place de Chrislain Matsima et son équipe est battue par trois buts à zéro.
Le 10 août 2023, Diop prolonge son contrat avec l'ASM, étant désormais lié au club jusqu'en juin 2028.
Le 18 juillet 2025, Edan Diop est prêté au Cercle Bruges KSV jusqu'au 30 juin 2026.

### En sélection
Edan Diop représente la France en sélection de jeunes. Il joue notamment avec les moins de 19 ans. Avec cette sélection il marque ses deux premiers buts contre le Kazakhstan, participant à la victoire de son équipe (7-0 score final).

## Vie privée
Né en France, Edan Diop possède des origines sénégalaises par son père et marocaine par sa mère. Il est le frère de Sofiane Diop, lui aussi footballeur professionnel.

## Statistiques
| Saison                | Club                  | Championnat           | Championnat | Championnat | Championnat | Coupe(s) nationale(s) | Coupe(s) nationale(s) | Coupe(s) nationale(s) | Supercoupe | Supercoupe | Supercoupe | Compétition(s) continentale(s) | Compétition(s) continentale(s) | Compétition(s) continentale(s) | Compétition(s) continentale(s) | Total | Total | Total |
| Saison                | Club                  | Division              | M.          | B.          | P.d.        | M.                    | B.                    | P.d.                  | M.         | B.         | P.d.       | Comp.                          | M.                             | B.                             | P.d.                           | M.    | B.    | P.d.  |
| 2022-2023             | AS Monaco             | Ligue 1               | 7           | 1           | 0           | 0                     | 0                     | 0                     | -          | -          | -          | C3                             | 1                              | 0                              | 0                              | 8     | 1     | 0     |
| 2023-2024             | AS Monaco             | Ligue 1               | 10          | 0           | 0           | 2                     | 0                     | 0                     | -          | -          | -          | -                              | -                              | -                              | -                              | 12    | 0     | 0     |
| Total sur la carrière | Total sur la carrière | Total sur la carrière | 17          | 1           | 0           | 2                     | 0                     | 0                     | -          | -          | -          | -                              | 1                              | 0                              | 0                              | 20    | 1     | 0     |